# Sigmund Neufeld
Pour les articles homonymes, voir Neufeld.
Sigmund "Sig" Neufeld est un réalisateur et producteur américain né le 3 mai 1896 à New York (État de New York) et mort le 21 mars 1979 à Los Angeles (Californie).

## Biographie
Après la mort de son père, Sigmund Neufeld fait un certain nombre de petits boulots, et notamment livreur pour un tailleur. À cette occasion, il rencontre un cadre des studios Universal qui l'engage comme assistant. Il devient ensuite monteur avant d'être envoyé en Californie. Là-bas, il devient producteur.
Au cours de sa carrière, il produit principalement les nombreux films de son frère, le réalisateur Sam Newfield, pour le compte des studios PRC, Lippert Pictures, Film Classics ou bien Tower Productions, parmi de nombreux autres.

## Filmographie

### comme réalisateur
Il réalise au début des années 1930 plusieurs courts métrages pour les studios Tiffany mettant en scène un groupe de chimpanzés, les Tiffany Talking Chimps.

### comme producteur
- 1931 : De Woild's Champeen de Frank R. Strayer (court-métrage)
- 1931 : Ex-Bartender de Frank R. Strayer (court-métrage)
- 1931 : One Punch O'Toole de Sam Newfield
- 1932 : The Red-Haired Alibi (en) de Christy Cabanne
- 1933 : Big Time or Bust de Sam Newfield
- 1933 : Reform Girl de Sam Newfield
- 1933 : The Important Witness de Sam Newfield
- 1934 : Marrying Widows de Sam Newfield
- 1934 : Beggar's Holiday de Sam Newfield
- 1935 : Bulldog Courage de Sam Newfield
- 1935 : The Red Blood of Courage de John English
- 1935 : Code of the Mounted de Sam Newfield
- 1935 : Timber War de Sam Newfield
- 1936 : Aces and Eights de Sam Newfield
- 1936 : Ghost Patrol de Sam Newfield
- 1936 : The Lion's Den de Sam Newfield
- 1936 : The Traitor de Sam Newfield
- 1939 : The Invisible Killer de Sam Newfield
- 1940 : Marked Men de Sam Newfield
- 1940 : Hold That Woman! de Sherman Scott
- 1940 : I Take This Oath de Sam Newfield
- 1940 : Billy the Kid in Texas de Sam Newfield
- 1941 : The Lone Rider Ambushed de Sam Newfield
- 1941 : The Lone Rider in Ghost Town de Sam Newfield
- 1941 : Billy the Kid Wanted de Sam Newfield
- 1941 : The Lone Rider in Frontier Fury de Sam Newfield
- 1941 : Outlaws of the Rio Grande de Sam Newfield
- 1941 : Billy the Kid's Round-up de Sam Newfield
- 1941 : The Lone Rider Fights Back de Sam Newfield
- 1942 : Along the Sunset Trail
- 1942 : Border Roundup de Sam Newfield
- 1942 : The Lone Rider in Texas Justice de Sam Newfield
- 1942 : The Mad Monster de Sam Newfield
- 1942 : Prairie Pals de Peter Stewart
- 1942 : The Mysterious Rider de Sherman Scott
- 1943 : Panique au Far-West (Cattle Stampede) de Sam Newfield
- 1943 : Créature du diable (Dead Men Walk) de Sam Newfield
- 1943 : Le Corbeau noir (The Black Raven) de Sam Newfield
- 1943 : Law and Order de Sam Newfield
- 1943 : Sheriff of Sage Valley de Sam Newfield
- 1943 : The Renegade de Sam Newfield
- 1943 : Western Cyclone de Sam Newfield
- 1943 : Wolves of the Range de Sam Newfield
- 1944 : The Drifter de Sam Newfield
- 1944 : Le Créateur de monstres (en) (The Monster Maker) de Sam Newfield
- 1944 : Thundering Gun-slingers de Sam Newfield
- 1944 : Rustler's Hideout de Sam Newfield
- 1944 : Valley of Vengeance de Sam Newfield
- 1944 : Blazing Frontier de Sam Newfield
- 1945 : White Pongo de Sam Newfield
- 1945 : Outlaw of the Plains de Sam Newfield
- 1945 : Wild Horse Phantom de Sam Newfield
- 1945 : Apology for Murder de Sam Newfield
- 1945 : Border Badmen de Sam Newfield
- 1945 : Fighting Bill Carson de Sam Newfield
- 1945 : Texas Manhunt de Sam Newfield
- 1945 : His Brother's Ghost de Sam Newfield
- 1945 : Gangster's Den de Sam Newfield
- 1945 : Shadows of Death de Sam Newfield
- 1946 : Blonde for a Day de Sam Newfield
- 1946 : Larceny in Her Heart de Sam Newfield
- 1946 : Murder Is My Business de Sam Newfield
- 1946 : Lady Chaser de Sam Newfield
- 1946 : Prairie Badmen de Sam Newfield
- 1946 : Overland Riders de Sam Newfield
- 1947 : Three on a Ticket de Sam Newfield
- 1947 : Ghost of Hidden Valley de Sam Newfield
- 1948 : Miraculous Journey de Peter Stewart
- 1948 : Une femme opprimée (Money Madness) de Sam Newfield
- 1949 : State Department: File 649 de Peter Stewart
- 1950 : Western Pacific Agent de Sam Newfield
- 1950 : Hi-jacked de Sam Newfield
- 1951 : Leave It to the Marines de Sam Newfield
- 1951 : Fingerprints Don't Lie de Sam Newfield
- 1951 : Three Desperate Men de Sam Newfield
- 1951 : Mask of the Dragon de Sam Newfield
- 1951 : Lost Continent de Sam Newfield
- 1953 : Les Péchés de Jézabel (Sins of Jezebel) de Reginald Le Borg
- 1955 : Last of the Desperados de Sam Newfield
- 1956 : The Wild Dakotas de Sam Newfield
- 1956 : Frontier Gambler de Sam Newfield
- 1956 : The Three Outlaws de Sam Newfield